# Podwale Grodzkie
Podwale Grodzkie – ulica w dzielnicy Śródmieście, w Gdańsku. Dzieli się na dwie części – południową (ok. 270 m) oraz północną (ok. 430 m). Na obu odcinkach Podwale Grodzkie przebiega niemal południkowo. Bezpośredni przejazd między częścią północną a południową jest otwarty tylko w jednym kierunku i tylko dla pojazdów komunikacji miejskiej.

## Przebieg

### Odcinek południowy
Podwale Grodzkie bierze początek ze skrzyżowania ulic Hucisko i Targ Rakowy, gdzie odbija z tego skrzyżowania na północ i mija zieleniec przy Nowym Ratuszu, siedzibie Rady Miasta Gdańska. Następnie ulica krzyżuje się z ul. Bastion św. Elżbiety, przez którą prowadzi jedyny otwarty objazd łączący oba odcinki Podwala. W dalszej części ulicy znajduje się wjazd na teren PKP przy Dworcu Głównym, będący m.in. podjazdem do urzędu pocztowego i wjazdem na parking. Ostatnia część odcinka (łącznik z północnym odcinkiem) otwarta jest jedynie dla pojazdów komunikacji miejskiej w przeciwnym kierunku.

### Odcinek północny
Północny odcinek Podwala Grodzkiego odgrywa o wiele ważniejszą rolę w komunikacji miejskiej, gdyż występuje na nim największe natężenie ruchu autobusów w całym mieście. Ponadto jest częścią drogi krajowej nr 91 oraz tras europejskich E75 i E77. Zaczyna się (opisując od strony południowej) za zakrętem łączącym tę ulicę z Wałami Jagiellońskimi, kończy zaś przy wieżowcu zw. "Zieleniakiem", na skrzyżowaniu Błędnika z Wałami Piastowskimi.

## Historia

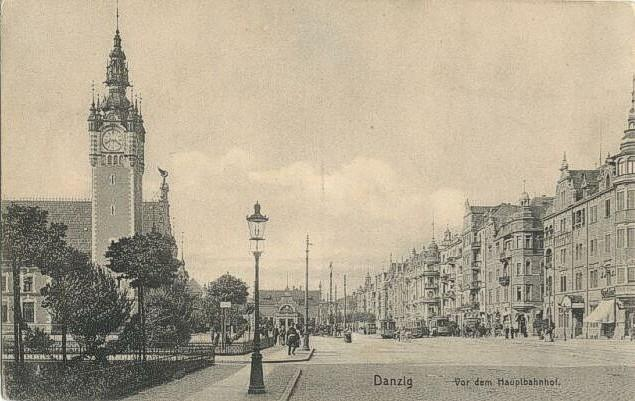
Podwale Grodzkie: po lewej dworzec Gdańsk Główny, po prawej nieistniejąca zabudowa, ok. 1900

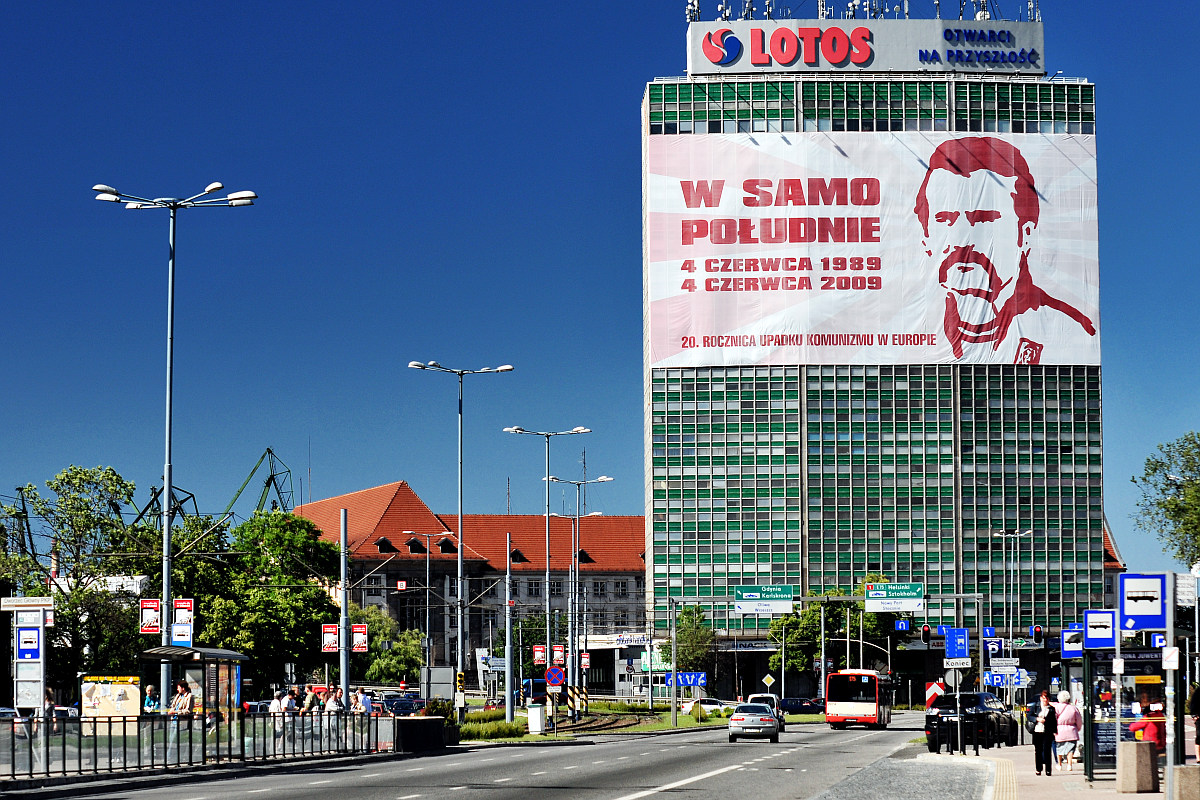
Podwale Grodzkie (odcinek północny), w tle "Zieleniak", 2009

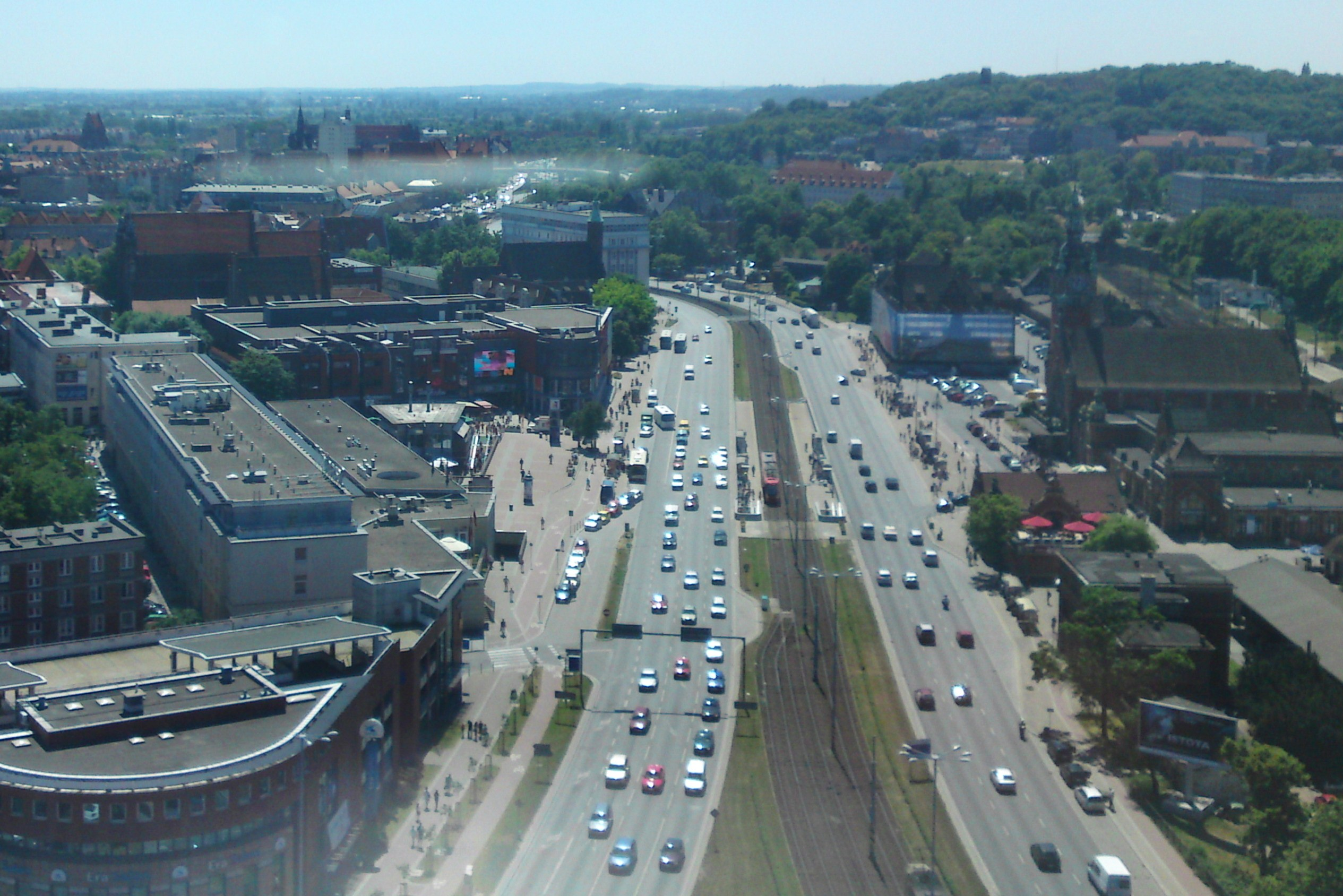
Podwale Grodzkie (odcinek północny) widziane z "Zieleniaka", w kierunku południowym, 2010

Podział ulicy na dwa zróżnicowane, pod względem przepustowości i natężenia ruchu, odcinki, między którymi ponadto nie ma przejazdu, wynika z historycznego rysu tej drogi. Jak sama nazwa wskazuje, Podwale Grodzkie było ulicą biegnącą pod wałami grodu, czyli wzdłuż wałów i obwarowań Starego Miasta w Gdańsku. Po wyburzeniu murów miejskich, zmieniono bieg głównej ulicy prowadzącej z Wrzeszcza do Głównego Miasta, lecz nazwa historyczna pozostała do dziś.
Szeroka ulica zabudowana reprezentacyjnymi gmachami powstała według projektu niemieckiego urbanisty Jacoba Stübbena.
Do 1945 ulica nosiła niemieckojęzyczną nazwę Stadtgraben ("fosa miejska").
Do 2018 w zlokalizowanym przy ulicy kompleksie biurowo-usługowym "Krewetka" funkcjonowało kino sieci Cinema City.

### Zabytki
- Fragment starowłoskiego bastionu św. Elżbiety (z 1554, przebudowany w latach 1635–1642[4]) zachowany w trakcie rozbiórki umocnień, podczas modernizacji miasta pod koniec XIX wieku, jako malownicza ruina. Wejście od ul. Wały Jagiellońskie poprzez zachowany fragment podziemnego chodnika, tzw. poterny[5]

- Zespół Dworca Głównego PKP (wybudowany w latach 1894–1900[6]): dworzec główny, budynek kas, przychodnia i hotel, poczta, magazyn[7]

### Obiekty nieistniejące
- Continental Hotel (Stadtgraben nr 7)
- Grand Hotel Reichshof (Stadtgraben nr 9)
- Norddeutscher Hof (Stadtgraben nr 11)

### Przebudowa w latach 2006-07
W okresie od lipca 2006 do lipca 2007 przeprowadzono gruntowną przebudowę północnej części Podwala Grodzkiego wraz z północną częścią Wałów Jagiellońskich, czyli odcinka głównej arterii komunikacyjnej Trójmiasta od skrzyżowania z Huciskiem do skrzyżowania z Wałami Piastowskimi.
Przebudowa objęła położenie od nowa nawierzchni drogi oraz mostu nad Kanałem Raduni, modernizację linii tramwajowej, remont przejścia podziemnego na wysokości przystanku tramwajowego Dworzec Główny oraz wybudowanie dodatkowego pasa ruchu przeznaczonego wyłącznie dla autobusów.